# Hazratullah Zazai
Hazratullah Zazai (nacido el 23 de marzo de 1998) es un jugador de críquet afgano. En febrero de 2019, obtuvo la puntuación individual más alta de un bateador afgano en un Twenty20, con 162 carreras invictas y 62 bolas contra Irlanda.

## Carrera internacional
El 16 de diciembre de 2016, Zazai debutó con Afganistán en el cricket Twenty20 contra los Emiratos Árabes Unidos.El 27 de agosto de 2018 debutó en One Day International contra Irlanda.
En abril de 2019, fue nombrado en el equipo de Afganistán para la Copa Mundial de Cricket de 2019. En septiembre de 2021, fue nombrado en el equipo de Afganistán para la Copa Mundial Twenty20 Masculina de la ICC de 2021.

## Logros notables
En agosto de 2018, contra Irlanda, anotó las veinticinco cincuenta carreras más rápidas de un jugador de críquet afgano, en 22 bolas. En septiembre de 2018, fue incluido en el equipo de Kabul Zwanan en la primera edición del torneo de la Premier League de Afganistán. El 14 de octubre de 2018, en el partido contra Balkh Legends, Zazai anotó seis seises en un over. [6] En el proceso, Zazai también igualó el récord de los cincuenta más rápidos en el cricket Twenty20, de doce bolas. Fue el máximo anotador de carreras de Kabul Zwanan en el torneo, con 322 carreras en diez partidos. En febrero de 2019, en el segundo partido de T20I contra Irlanda, anotó 162 carreras sin out, su primer siglo en un partido de T20I. El 25 de noviembre de 2021, Zazai marcó el máximo anotador para los Bangla Tigers en su victoria de nueve terrenos sobre Deccan Gladiators en el Abu Dhabi T10 y lleva a los Bangla Tigers a un triplete de victorias. Anotó 59 carreras sin out en 26 bolas con 11 entregas de bolas de sobra en el partido.